# Ленцервише
Ленцервише (њем. Lenzerwische) општина је у њемачкој савезној држави Бранденбург. Једно је од 26 општинских средишта округа Пригниц. Према процјени из 2010. у општини је живјело 514 становника. Посједује регионалну шифру (AGS) 12070246.

## Географски и демографски подаци
Ленцервише се налази у савезној држави Бранденбург у округу Пригниц. Општина се налази на надморској висини од 17 метара. Површина општине износи 41,9 km². У самом мјесту је, према процјени из 2010. године, живјело 514 становника. Просјечна густина становништва износи 12 становника/km².